# Rue de la Biscuiterie
La rue de la Biscuiterie est une voie de Nantes, en France.

## Situation et accès
Située dans le centre-ville de Nantes, la rue de la Biscuiterie, qui relie l'avenue Carnot au quai Ferdinand-Favre, est bitumée, ouverte à la circulation automobile et rencontre sur son côté sud le cours du Champ-de-Mars.

## Origine du nom
Son nom fut attribué par délibération du conseil municipal du 19 décembre 1994, afin de rappeler l'existence de la célèbre biscuiterie LU.

## Historique
Cette voie qui a été ouverte dans les années 1990 sur le site de l'ancienne biscuiterie LU, dont la partie restante constitue Le Lieu unique qui borde la voie sur son côté nord, a été dénommé « rue de la Biscuiterie » par délibération du conseil municipal du 19 décembre 1994. 